# Episodi di Medical Center (seconda stagione)
La seconda stagione della serie televisiva Medical Center è stata trasmessa in anteprima negli Stati Uniti d'America dalla CBS tra il 16 settembre 1970 e il 10 marzo 1971.
| nº | Titolo originale    | Titolo italiano | Prima TV USA      | Prima TV Italia |
| -- | ------------------- | --------------- | ----------------- | --------------- |
| 1  | Brink of Doom       |                 | 16 settembre 1970 |                 |
| 2  | Undercurrent        |                 | 23 settembre 1970 |                 |
| 3  | Junkie              |                 | 30 settembre 1970 |                 |
| 4  | Assailant           |                 | 7 ottobre 1970    |                 |
| 5  | The Clash           |                 | 14 ottobre 1970   |                 |
| 6  | Ghetto Clinic       |                 | 21 ottobre 1970   |                 |
| 7  | Scream of Silence   |                 | 28 ottobre 1970   |                 |
| 8  | Death Grip          |                 | 4 novembre 1970   |                 |
| 9  | Witch Hunt          |                 | 11 novembre 1970  |                 |
| 10 | Deadly Encounter    |                 | 18 novembre 1970  |                 |
| 11 | Trial by Terror     |                 | 25 novembre 1970  |                 |
| 12 | Accused             |                 | 2 dicembre 1970   |                 |
| 13 | Crisis              |                 | 9 dicembre 1970   |                 |
| 14 | Man at Bay          |                 | 16 dicembre 1970  |                 |
| 15 | The Savage Image    |                 | 30 dicembre 1970  |                 |
| 16 | Pitfall             |                 | 6 gennaio 1971    |                 |
| 17 | Web of Darkness     |                 | 13 gennaio 1971   |                 |
| 18 | Danger Point        |                 | 27 gennaio 1971   |                 |
| 19 | Secret Heritage     |                 | 3 febbraio 1971   |                 |
| 20 | Edge of Violence    |                 | 10 febbraio 1971  |                 |
| 21 | Countdown           |                 | 17 febbraio 1971  |                 |
| 22 | Perfection of Vices |                 | 24 febbraio 1971  |                 |
| 23 | The Man in Hiding   |                 | 3 marzo 1971      |                 |
| 24 | Crossroads          |                 | 10 marzo 1971     |                 |